# Georges Vuilleumier
Georges Vuilleumier (Tramelan, 21 settembre 1944 – 29 luglio 1988) è stato un calciatore svizzero, di ruolo attaccante.

## Carriera
Vinse un campionato svizzero nel 1964 con il La Chaux-de-Fonds.